# Hamulec elektrodynamiczny
Hamulec elektrodynamiczny – hamulec wykorzystujący pracę prądnicową silników elektrycznych w lokomotywach elektrycznych, tramwajach, wagonach metra i niektórych lokomotywach spalinowych z przekładnią elektryczną.
Zasada działania polega na przekształcaniu części energii kinetycznej poruszającego się pojazdu na energię elektryczną, która może być zwracana do sieci trakcyjnej, magazynowana (hamowanie rekuperacyjne) albo wytracana na opornikach na ciepło.
Podstawową zaletą hamowania elektrodynamicznego jest oszczędność okładzin ciernych i powierzchni tocznych kół (starszy tabor) lub tarcz hamulcowych. Przy wykorzystaniu hamowania rekuperacyjnego można odzyskać część energii włożonej w rozpędzanie pojazdu.
Hamowanie elektrodynamiczne może być tym wydajniejsze, im większą moc silnika(ów) ma hamowany pojazd. Z tego względu jest hamulcem zasadniczym w tramwajach, wagonach metra, najnowszych EZT. W pociągach hamulec elektrodynamiczny jest najskuteczniejszy przy dużych prędkościach. Starsze zespoły trakcyjne (z silnikami szeregowymi prądu stałego np. klasyczne EN57) miały niewystarczającą moc zespołu napędowego do hamowania elektrodynamicznego i nie było ono w nich stosowane.